# Власть в ночном городе. Книга вторая: Призрак
Власть в ночном городе. Книга вторая: Призрак (англ. Power Book II: Ghost) — американский криминально-драматический телесериал, созданный Кортни А. Кемп и спродюсированный Кёртисом «50 Cent» Джексоном. Является первым спин-оффом оригинального сериала Власть в ночном городе (Power), выходившего на канале Starz с 2014 по 2020 год. Премьера сериала состоялась 6 сентября 2020 года на Starz. Сериал завершился после четырёх сезонов, финальная серия четвёртого сезона вышла 30 сентября 2024 года.
Сериал рассказывает о Тарике Сейнт-Патрике, сыне убитого наркоторговца Джеймса «Призрака» Сейнт-Патрика, который пытается найти свой путь в жизни, балансируя между учёбой в университете, криминальным миром и попытками защитить свою семью. Сериал получил положительные отзывы за динамичный сюжет, актёрскую игру и продолжение тем оригинального шоу, включая власть, предательство и семейные узы.

## Сюжет
Действие сериала начинается через несколько дней после финала Власть в ночном городе (Power). Главный герой, Тарик Сейнт-Патрик (Майкл Рейни мл.), сталкивается с последствиями смерти своего отца, Джеймса «Призрака» Сейнт- Патрика, и арестом своей матери, Таши Сейнт-Патрик (Нэтари Наутон), которую обвиняют в убийстве Джеймса. Тарик поступает в престижный университет, чтобы получить наследство отца, но для оплаты адвоката матери он вынужден вернуться к торговле наркотиками, погружаясь в криминальный мир Нью-Йорка.
Каждый сезон углубляет конфликт Тарика с его собственными амбициями, моральными дилеммами и окружающими его персонажами, включая криминальных авторитетов, друзей и врагов. Сериал исследует темы взросления, идентичности и борьбы за власть в условиях, где выбор между правильным и неправильным часто размыт.

## Краткое содержание сезонов

### Первый сезон (2020)
Первый сезон начинается вскоре после драматических событий, завершивших оригинальный сериал Власть в ночном городе (Power). Тарик Сент-Патрик, теперь студент престижного университета Стэнсфилд, пытается проложить собственный путь. Однако тень его отца, Джеймса «Призрака» Сент-Патрика, влиятельного игрока как в легальном бизнесе, так и в криминальном мире, продолжает преследовать его. Жизнь Тарика превращается в хрупкое равновесие: он осваивает университетскую среду, но неизбежно возвращается в опасный мир, которым когда-то управлял его отец.
Ключевая линия сезона — борьба Тарика за защиту своей семьи, особенно его матери Таши, арестованной за убийство. Пытаясь найти способ освободить её, Тарик сталкивается с последствиями своих действий и тяжёлым бременем репутации отца. В этом сезоне появляются новые персонажи, среди которых выделяется влиятельная семья Техада, управляющая мощной наркотической империей. Техада становятся для Тарика как союзниками, так и противниками, усложняя его попытки обеспечить будущее своей семьи. На протяжении сезона Тарику приходится принимать трудные решения, которые проверяют его преданность и заставляют задуматься о собственной идентичности.

### Второй сезон (2021)
Второй сезон углубляет историю Тарика, всё сильнее затягивая его в двойную жизнь. Он оказывается ещё глубже втянутым в криминальные дела, которыми когда-то жил его отец, и сталкивается с нарастающими трудностями, угрожающими разрушить его тщательно выстроенный мир. Учёба в университете Стэнсфилд становится всё сложнее совмещать с требованиями уличной жизни. Сезон сосредотачивается на попытках Тарика взять под контроль свою судьбу, управляя шаткими союзами, особенно с семьёй Техада.
По мере роста обязанностей Тарика увеличивается и число угроз. Правоохранительные органы, конкурирующие криминальные группировки и даже его собственные партнёры представляют постоянную опасность, вынуждая его лавировать в паутине обмана и предательства. Сезон также исследует развитие отношений Тарика, особенно с матерью Ташей и всё более запутанные связи с Техада. В этом хаосе моральный ориентир Тарика подвергается постоянным испытаниям, и ему приходится решать, как далеко он готов зайти ради защиты близких.

### Третий сезон (2023)
В третьем сезоне ставки возрастают до предела, и Тарик всё глубже погружается в тень наследия своего отца. Его участие в криминальном мире становится ещё более значительным, затягивая его в опасные ситуации, требующие находчивости и стойкости. Сезон исследует последствия прошлых поступков Тарика: старые долги требуют расплаты, а новые враги выходят на сцену. Отношения с семьёй и друзьями напрягаются, и грань между союзником и противником становится всё более размытой.
Сталкиваясь с этими нарастающими трудностями, сезон также намекает на более широкие последствия выборов Тарика — как для него самого, так и для окружающих. В центре повествования — тема неизбежности: сможет ли Тарик вырваться из цикла насилия и коррупции, определявшего жизнь его отца, или он обречён повторить те же ошибки? Сезон наполнен напряжённой драмой и столкновениями с высокими ставками, где находчивость и стойкость Тарика проходят проверку на прочность. В конечном итоге третий сезон закладывает основу для будущих конфликтов и союзов, оставляя зрителей размышлять о настоящей цене власти и тяжести наследия.

### Четвёртый сезон (2024)
Заключительный сезон фокусируется на попытках Тарика окончательно определить свой путь. Он сталкивается с новыми угрозами и сложными моральными выборами, которые ставят под вопрос его будущее. Сезон завершает историю Тарика, подчёркивая последствия его решений.

## Актёры и персонажи
| Актер                    | Персонаж                       | Сезоны          | Сезоны          | Сезоны          | Сезоны          |
| Актер                    | Персонаж                       | 1               | 2               | 3               | 4               |
| ------------------------ | ------------------------------ | --------------- | --------------- | --------------- | --------------- |
| Майкл Рейни-младший.     | Тарик Сент-Патрик              | Постоянно       | Постоянно       | Постоянно       | Постоянно       |
| Шейн Джонсон             | Купер Сакс                     | Постоянно       | Постоянно       | Постоянно       | Does not appear |
| Джанни Паоло             | Брейден Уэстон                 | Постоянно       | Постоянно       | Постоянно       | Постоянно       |
| Мелани Либёрд            | Каридад «Кэрри» Милгрэм        | Постоянно       | Постоянно       | Does not appear | Does not appear |
| Ловелл Адамс-Грэй        | Дрю Техада                     | Постоянно       | Постоянно       | Постоянно       | Постоянно       |
| Дэниел Белломи           | Иезекииль «Зик» Кросс          | Постоянно       | Постоянно       | Does not appear | Гость           |
| Куинси Тайлер Бернстин   | Тамейка Вашингтон              | Постоянно       | Гость           | Гость           | Does not appear |
| Пейдж Херд               | Лорен Болдуин                  | Постоянно       | Постоянно       | Постоянно       | Does not appear |
| Вуди МакКлейн            | Лоренцо «Кейн» Техада-младший. | Постоянно       | Постоянно       | Постоянно       | Постоянно       |
| Джастин Марсель Макманус | Джабари Рейнольдс              | Постоянно       | Гость           | Does not appear | Does not appear |
| Method Man               | Дэвис Маклин                   | Постоянно       | Постоянно       | Постоянно       | Постоянно       |
| Латойя Тонодэо           | Диана Техада                   | Постоянно       | Постоянно       | Постоянно       | Постоянно       |
| Мэри Джей Блайдж         | Моне Стюарт Техада             | Постоянно       | Постоянно       | Постоянно       | Постоянно       |
| Нэтари Наутон            | Таша Сент-Патрик               | Постоянно       | Гость           | Гость           | Does not appear |
| Дэниел Сунджата          | Данте «Мекка» Спирс            | Does not appear | Постоянно       | Does not appear | Гость           |
| Патон Эшбрук             | Дженни Салливан                | Гость           | Постоянно       | Постоянно       | Гость           |
| Берто Колон              | Лоренцо Техада-старший.        | Периодически    | Постоянно       | Периодически    | Гость           |
| Аликс Лапри              | Эффи Моралес                   | Периодически    | Постоянно       | Постоянно       | Постоянно       |
| Лоренц Тейт              | Рашад Тейт                     | Периодически    | Постоянно       | Постоянно       | Гость           |
| Моник Габриэла Карнен    | Бланка Родригес                | Периодически    | Гость           | Постоянно       | Гость           |
| Мориа Браун              | Кеке Трэвис                    | Does not appear | Does not appear | Постоянно       | Does not appear |
| Киша Шарп                | Харпер Бенетт                  | Does not appear | Does not appear | Постоянно       | Does not appear |
| Дэвид Уолтон             | Лукас Уэстон                   | Does not appear | Does not appear | Постоянно       | Does not appear |
| Кэролайн Чикези          | Нома Асаджу                    | Does not appear | Does not appear | Периодически    | Постоянно       |
| Майкл Или                | Дон Картер                     | Does not appear | Does not appear | Does not appear | Постоянно       |

### Приглашенные звезды
- Дэвид Зайес в роли дяди Фрэнка Кастильо, друга семьи Техада, который пытался их подставить (сезон 1)
- Глинн Турман в роли Габриэля, дяди Призрака (сезон 1)
- Элизабет Родригес в роли Пас Вальдес, сестры Анхелы Вальдес (сезоны 1, 3 и 4)
- Джефф Ауэр в роли Роберта Уэстона, патриарха семьи Уэстонов
- Энджел Реда в роли Николь Уэстон, жены Роберта и матери Брейдена, Трейса и Бекки
- Донши Хопкинс в роли Райны Сент-Патрик, сестры-близнеца Тарика (сезоны 1-2)
- Луэнелл Кэмпбелл в роли мисс Ричардс, матери Спанки (сезон 1)
- Джеки Лонг в роли Рико Барнса, человека, который поставляет наркотики семье Техадас (сезон 1)
- Лас Алонсо в роли Сэмюэля Сантаны, детектива, расследующего смерть убийцы GTG на территории факультета (сезон 1)
- Джозеф Сикора в роли Томми Игана, лучшего друга Призрака, крестного отца и дяди Тарика, а также отца Кэша (сезоны 1 и 3)
- Дэним Роберсон в роли Кэша Гранта, сына Лакиши Грант (сезон 1)
- Redman (сезон 2) и Джордан Махоум (сезон 3) в роли Тео Роллинса, старшего брата Дэвиса, который находится в тюрьме
- 50 Cent в роли Кэнана Старка, старого друга Призрака и своего рода наставника Тарика, которого он убил и о котором ему снятся кошмары (2 сезон)
- Энтони, Ла Ла в роли ЛаКейши Грант, бывшей девушки Томми и лучшей подруги Таши, которую она убила, чтобы защитить Тарика (сезон 2)
- Маркус Каллендер в роли Рэймонда «Рэя Рэя» Уокера, коррумпированного полицейского, убившего Рэйну Сент-Патрик и ставшего первой жертвой Тарика (сезон 2)
- Джерри Феррара в роли Джозефа Проктора, Призрака и бывшего адвоката Томми, убитого последним после того, как Тарик разрешил ему войти в свой пентхаус (сезон 2)
- Лорен Велес в роли Эвелин Кастильо, жены Фрэнка, которая появляется после исчезновения мужа (гостевая роль во 2-3 сезонах)
- Эмека Окафор в роли самого себя и тренера по баскетболу для Зика (сезон 2)
- Патрисия Кейлмбер в роли Кейт Иган, матери Томми (3 сезон)
- Мойсе Амаду в роли Кене Океке, младшего брата Оби (4 сезон)
- Уэсли Хан в роли Пинки, частного детектива, работающего с Тариком (гостевой персонаж в 3 и 4 сезонах)
- Фа’рез Ласс в роли Маркуса «Зиона» Вашингтона, высокопоставленного дистрибьютора и одного из клиентов Дэвиса в прошлом (сезон 4)
- Джекури Слэйтон в роли Романа Прайса, мелкого наркоторговца, работающего на Зиона и конкурента Тарика (4 сезон)
- Терри Серпико в роли Уайли Адамса, криминального брокера сенатора и знакомого Маклина (4 сезон)
- Джонат Дэвис в роли Кевина Гранта, помощника и телохранителя Адамса (4 сезон)
- Сахр Нгауджа в роли Чинеду, брата и руководителя Номы, приехавшего из Нигерии (4 сезон)

## Производство

### Разработка
Сериал был анонсирован в 2019 году как часть расширения франшизы Власть в ночном городе (Power) Кортни А. Кемп, создатель оригинального сериала, продолжила работу над спин-оффом в качестве шоураннера и исполнительного продюсера. Кёртис «50 Cent» Джексон также выступил исполнительным продюсером, а его музыкальное влияние заметно в саундтреке сериала. Сериал был задуман как исследование жизни Тарика, одного из самых противоречивых персонажей оригинала, вызывавшего как симпатию, так и неприязнь у зрителей.

### Кастинг
Мэри Джей Блайдж была утверждена на роль 26 июля 2019 года, вместе с первоначальными новостями. 14 января 2020 года Method Man был утвержден на главную роль. Остальной основной актёрский состав был полностью объявлен 9 февраля 2020 года. 21 июля 2020 года Шерри Саум была утверждена на роль в сериале. Два дня спустя Шалим Ортис был утвержден на роль второстепенного актёра. 24 февраля Дэниел Сунджата был утвержден на роль нового постоянного актёра во втором сезоне. 27 апреля 2021 года Redman присоединился к актёрскому составу в качестве приглашенной звезды во втором сезоне. 21 июня 2021 года Патон Эшбрук, Берто Колон и Аликс Лапри были повышены до постоянных актёров сериала, в то время как Лахмард Тейт присоединился к актёрскому составу в повторяющейся роли, повторив свою роль Камала Тейта из шестого сезона сериала Власть в ночном городе (Power). 1 октября 2021 года Фрэнк Уэйли присоединился к актёрскому составу в повторяющейся роли во втором сезоне. В январе 2022 года Киша Шарп , Дэвид Уолтон , Моник Курнен и Мориа Браун были утверждены на постоянные роли сериала, в то время как Пити Макги присоединился к актёрскому составу в повторяющейся роли в третьем сезоне. В марте 2022 года Гбенга Акиннагбе , Кайл Винсент Терри и Кэролайн Чикези были утверждены на повторяющиеся роли. После объявления о продлении четвёртого сезона Майкл Или присоединился к актёрскому составу в качестве нового постоянного актёра сериала.

### Съёмки
Съёмки сериала проходили преимущественно в Нью-Йорке, что позволило передать атмосферу города, центральную для франшизы Власть в ночном городе (Power) Основные локации включали:
- Бруклин и Манхэттен: Использовались для сцен криминальных разборок и ночной жизни.
- Университетские кампусы: Сцены учёбы Тарика снимались в реальных кампусах Нью-Йорка, включая Колумбийский университет.[12]
- Тюрьмы и суды: Сцены с Ташей снимались в исправительных учреждениях Нью-Йорка для большей реалистичности.[12]

Съёмки первого сезона начались в начале 2020 года, но были приостановлены из-за пандемии COVID-19. Производство возобновилось с соблюдением строгих протоколов безопасности, и сезон был завершён к лету 2020 года. Последующие сезоны снимались в 2021—2024 годах, с акцентом на динамичные сцены и визуальные эффекты, подчёркивающие напряжённость сюжета.

### Музыка
Музыкальное сопровождение сериала включает хип-хоп и R&B треки, что соответствует культурному контексту шоу. Саундтрек включает композиции таких артистов, как 50 Cent, Lil Wayne и Мэри Джей Блайдж. Заглавная тема сериала, «Big Rich Town» в ремиксованной версии, осталась от оригинального Власть в ночном городе (Power), сохраняя связь с франшизой.

### Культурное влияние
Power Book II: Ghost укрепил популярность франшизы Власть в ночном городе (Power), став одним из самых просматриваемых шоу на Starz. Сериал внёс значительный вклад в представление афроамериканских историй на телевидении, продолжая традицию Власть в ночном городе (Power) с преимущественно афроамериканским актёрским составом в ведущих ролях. Роль Мэри Джей Блайдж как Моне Техада стала символом сильного женского образа в криминальном жанре, что редко встречается в подобных шоу.

### Реакция критиков
Сериал получил в целом положительные отзывы. Критики хвалили Майкла Рейни мл. за убедительное изображение Тарика, а Мэри Джей Блайдж была отмечена за мощную игру, некоторые называли её «сердцем сериала». Rotten Tomatoes сообщил о 63 % положительных отзывов для первого сезона, с консенсусом: «Power Book II: Ghost успешно расширяет вселенную Власть в ночном городе (Power), добавляя новые слои к истории Тарика».
Некоторые критики отмечали, что сериал иногда полагается на клише криминальных драм, но хвалили его за динамику и развитие персонажей. Зрители высоко оценили сериал за интригу и неожиданные повороты сюжета, о чём свидетельствуют отзывы на платформах, таких как IMDb (рейтинг 7.0/10).

## Награды

### 2021
| Год  | Награда            | Категория                                              | Номинант                   | Статус  | Источник |
| ---- | ------------------ | ------------------------------------------------------ | -------------------------- | ------- | -------- |
| 2021 | NAACP Image Awards | Выдающийся драматический сериал                        | Power Book II: Призрак     | Выиграл | Источник |
| 2021 | NAACP Image Awards | Выдающийся актёр второго плана в драматическом сериале | Кли́ффорд «Method Man» Смит | Выиграл | Источник |
| 2021 | NAACP Image Awards | Лучшая актриса второго плана в драматическом сериале   | Мэри Дж. Блайдж            | Выиграл | Источник |

### 2022
| Год  | Награда            | Категория                                              | Номинант                   | Статус  | Источник |
| ---- | ------------------ | ------------------------------------------------------ | -------------------------- | ------- | -------- |
| 2022 | NAACP Image Awards | Выдающийся актёр второго плана в драматическом сериале | Кли́ффорд «Method Man» Смит | Выиграл | Источник |
| 2022 | NAACP Image Awards | Лучшая актриса второго плана в драматическом сериале   | Мэри Дж. Блайдж            | Выиграл | Источник |